# Jack Haley
John Joseph Haley Jr. (10 augustus 1898 - 6 juni 1979) was een Amerikaans acteur, komiek, danser, radiopresentator, zanger en drummer. Hij was vooral bekend om zijn vertolking van de tinnen man en zijn tegenhanger, de boerenknecht Hickory in de Metro-Goldwyn-Mayer-film The Wizard of Oz uit 1939.